# World Team Challenge 2014
World Team Challenge 2014 (officiellt: R(H)EINPOWER-Biathlon-WTC 14) var den 13:e upplagan av skidskyttetävlingen som avgjordes inne på och strax utanför fotbollsstadion Veltins-Arena i Gelsenkirchen, Tyskland, den 27 december 2014.
Regerande mästare från 2013 var Laura Dahlmeier och Florian Graf från Tyskland, vilket också utgör ett lag i årets tävling. Detta år vann det ukrainska laget Valj Semerenko och Serhij Semenov.

## Resultat
Här nedan visas resultatet av World Team Challenge 2014. Totalt tio lag gjorde upp om placeringarna.
| Placering | Namn                                        | Land      | Tids- differens |
| --------- | ------------------------------------------- | --------- | --------------- |
| 1         | Valj Semerenko / Serhij Semenov             | Ukraina   | 31.03,2         |
| 2         | Franziska Hildebrand / Erik Lesser          | Tyskland  | +7,7            |
| 3         | Jana Romanova / Jevgenij Garanitjev         | Ryssland  | +15,1           |
| 4         | Gabriela Soukalová / Ondřej Moravec         | Tjeckien  | +19,4           |
| 5         | Anaïs Chevalier / Martin Fourcade           | Frankrike | +26,3           |
| 6         | Laura Dahlmeier / Florian Graf              | Tyskland  | +35,1           |
| 7         | Dorothea Wierer / Lukas Hofer               | Italien   | +36,8           |
| 8         | Fanny Horn / Johannes Thingnes Bø           | Norge     | +1.01,2         |
| 9         | Katharina Innerhofer / Dominik Landertinger | Österrike | +1.03,5         |
| 10        | Elisa Gasparin / Benjamin Weger             | Schweiz   | +3.16,9         |